# Jaromír Šindel
Jaromír Šindel (Ostrava, 30 novembre 1959) è un ex hockeista su ghiaccio ceco, fino al 1992 cecoslovacco.

## Palmarès

### Olimpiadi invernali
- 1 medaglia[1]:
  - 1 argento (Sarajevo 1984)